# Gordon Tjouw
Gordon Touw Ngie Tjouw (ur. 9 czerwca 1985) – surinamski pływak, olimpijczyk.
Wystartował na igrzyskach olimpijskich w Pekinie w wyścigu na 100 metrów stylem motylkowym (odpadł w eliminacjach).